# Ysabel Wright
Ysabel Wright (ca. 1893-ca. 1970) fue una botánica, y cactóloga estadounidense, que realizó extensas investigaciones sobre la flora de Texas.

## Honores
Miembro de
- Cactus and Succulent Society of America - CSSA[2]

## Eponimia
- (Cactaceae) Gymnocactus ysabelae (Schlange) Backeb.[3]
- (Euphorbiaceae) Croton ysabelae Croizat[4]